# Мраморный лягушкорот
Мраморный лягушкорот, или мраморный белоног (лат. Podargus ocellatus) — вид птиц из семейства лягушкоротов.
Вид распространён на Новой Гвинее, островах Ару, Соломоновых островах, в Австралии (на полуострове Кейп-Йорк и на юго-востоке Квинсленда). Обитает в тропических и субтропических горных и низменных лесах.
Тело длиной 33—38 см (по другим данным до 45 см). Окраска варьирует от красновато-коричневого до светло-серого цвета.
Днём птица спит среди ветвей деревьев, активна ночью. Охотится на насекомых и других беспозвоночных. Гнездо обустраивает на ветвях деревьев. В кладке 1—3 яйца. Инкубация длится 30 дней.